# Lattelecom
Lattelecom, tidigare Lattelekom, är ett lettiskt internetleverantörs- och teleoperatör.
Lattelecomgruppen erbjuder IT-, telekommunikations- och outsourcade affärsprocesslösningar som tillhandahålls av alla företag i gruppen. Lattelecom Group består av fem bolag — SIA Lattelecom, Lattelecom BPO, Citrus Solutions och Lattelecom Technology med dotterbolaget Baltic Computer Academy. Lattelecom Group är den ledande leverantören av elektroniska kommunikationstjänster i Lettland vilka erbjuder elektroniska kommunikationslösningar för hem, små och medelstora företag, statliga och kommunala institutioner, såväl som för företagskunder.
51% av Lattelecoms aktier ägs av den lettiska regeringen, men de återstående 49% — av det skandinaviska bolaget Telia Sonera. Lattelecom i sin tur äger 23% av den lettiska mobiloperatören "Latvijas mobilais telefons" aktier.

## Historia
Ett lettiskt statsägt telekommunikationsföretag Lattelecom (tidigare kallat Lattelekom) registrerades i företagsregistret den 9 januari 1992. Nästan två år senare – den 22 december 1993, godkände Lettlands ministerråd kommissionens beslut att meddela det brittiska och finska konsortiet TILTS Communications som anbudsvinnare „om modernisering av Lettlands telekommunikationsnät”, och företaget blev en strategisk investerare i Lattelekom. Den 14 januari 1994 ingicks avtal med TILTS Communications och Lattelekom etablerades. Som en följd av privatisering upphandlades 49% av bolagets aktier av två utländska investerare — Cable and Wireless och Telecom Finland, vilka senare blev en del av det svenska telekommunikationsföretaget Telia Sonera.
Cable and Wireless sålde senare sina aktier till Telia Sonera, vilket resulterat i att 51% av bolagets aktier för närvarande ägs av den lettiska regeringen, men 49% — av Telia Sonera. Fram till 1 januari 2003 innehade bolaget monopol på fasta röstkommunikationstjänster vilket gjorde dem till den ledande operatören inom fast telefoni.

## Lattelecom Group
Lattelecom Group består av fem bolag: Lattelecom, Lattelecom BPO, Citrus Solutions, Lattelecom Technology och dotterbolaget som ägs av det senare - Baltijas Datoru Akadēmija. Lattelecom är specialiserat på att tillhandahålla internet-, telefoni- och TV-tjänster. Lattelecom BPO erbjuder kundservicelösningar, outsourcing av affärsprocesser (BPO) och 1188-nummerupplysningstjänster. Lattelecom Technology erbjuder integrerade IT-lösningar och tjänster. Baltijas Datoru Akadēmija är ett utbildnings- och certifieringscentrum som tillhandahåller tjänster till informations- och kommunikationsteknik (IKT) proffs och användare, medan Citrus Solutions, som bildats genom att separera den tidigare divisionen Network Maintenance från moderbolaget Lattelecom erbjuder integrerad nätinfrastrukturkonstruktion och säkerhetssystemlösningar.

## Lattelecom Internet
Lattelecom är den största internetleverantören i Lettland. Lattelecom erbjuder flera typer av internetanslutningar — bredband DSL internet, fiberoptik, samt trådlösa lösningar — Wi-Fi (allmänt internet).

### Fiberoptik internet
Under 2009 började Lattelecom erbjuda fiberoptiska tjänster till bostäder med internetbandbredd på upp till 100 megabit per sekund. I september 2009 gjordes ett tillkännagivande att Lattelecom hade uppgraderat sin fiberoptiska bandbredd upp till 500 megabit per sekund.
Zolitude var det första bostadsområdet i Riga där Lattelecoms fiberoptiska internettjänster gjordes tillgängliga (i januari 2009), senare följt av Kengarags, Purvciems, Plavnieki, Ziepniekkalns och andra platser. Jelgava var den första staden där fiberoptisk internet gjordes tillgänglig i andra områden än Riga, men i slutet av 2009 gjordes Lattelecom fiberoptiska tjänster också tillgängliga i andra städer, såsom Daugavpils, Salaspils, etc. Inledningsvis genomfördes fiberoptiska nätverksutbyggnadsarbeten i nybyggda bostadsområden i Riga och andra större städer i landet med tanke på att avkastningen på investeringar i utvecklingen av nätverket är möjlig att uppnå endast om den nyligen anslutna byggnaden har minst 30 lägenheter.
Tjänsten tillhandahålls med GPON-teknik som möjliggör en bandbredd om 100 megabit per sekund tillgänglig från alla anslutningspunkter (lägenhet). I mitten av 2012 blev Lattelecom fiberoptiskt internet tillgängligt för 425.000 hushåll i hela Lettland, vilket är hälften av alla lettiska hushåll. Den totala infrastrukturen omfattar mer än 45 städer och bostadsområden.

### Baltic Highway
En betydande dataöverföringsväg, Baltic Highway, öppnades 2012. Den garanterar dataöverföring av högsta kvalitet via de Baltiska staterna, Polen och Tyskland, med en förlängning till den Ryska federationen. Projektet för att bygga en enad optisk fiberinfrastruktur genomfördes av Lattelecom, i samarbete med Deutsche Telekom och Megafon.
Baltic Highway kommer att garantera n*10 Gbps dataöverföringshastighet (den ursprungliga kapaciteten i systemet är 40x10Gbps), och det kommer att bli den geografiskt kortaste vägen mellan Tyskland och Ryssland. Baltic Highway infrastrukturen kommer att vara en alternativ transportväg för de tidigare nätverken Nordic Route (Ryssland-Sverige-Tyskland) och South Route (Ryssland-Ukraina-Tyskland).

### Wi-Fi
Lattelecom säkerställer möjligheten att använda snabbt och stabilt internet utomhus med hjälp av publikt trådlöst internet (Wi-Fi). För närvarande finns det mer än 2,700 Wi-Fi-åtkomstpunkter i hela Lettland.

## Lattelecom TV
Under 2011 blev Lattelecom det största företaget att tillhandahålla TV-tjänster i Baltikum, man uppnådde totalt 230 000 betal-TV-kunder som abonnerar på bolagets tre TV-tjänster — marksänd TV, interaktiv TV och Webb-TV.
Sedan 1 mars 2011 började företaget erbjuda Webb-TV på mobila enheter, till exempel, på smartphones och bärbara pekdatorer, och blev därmed den första TV-operatör i de baltiska länderna som kunde låta människor titta på TV på fyra typer av skärmar — inte bara traditionella på TV-apparater, utan även på datorer, Surfplatta och mobiltelefoner.

### Interaktiv television
En ny generation TV som möjliggör interaktivitet — ger kunden möjlighet att välja vad man ska titta på och när. Lattelecom Interaktiv television är en HDTV som tillhandahåller olika funktioner, till exempel hyra en video virtuellt, tidsförskjutning, inspelning av program och filmer etc. Den interaktiva TV-signalen sänds via en bredbandsanslutning till internet vilket möjliggör åtkomst till både internet och TV med en enda kabel (telefonlinje). Ur kundens synvinkel innebär detta att det inte är nödvändigt att installera extra kablar, eller installera en parabolantenn.

### Marksänd digital-TV
Från och med början av 2009 och efter att ha vunnit Republiken Lettlands transportministeriums anbudsförfarande, har Lattelecom tillsammans med den lettiska statens Radio- och TV Center (LVRTC) genomfört övergången från analoga till digitala TV-sändningssystem.
Lattelecoms marksända TV möjliggör digitala luftöverförda sändningar av TV-signaler som kan tas emot med hjälp av en inomhusantenn eller en extern antenn. De befintliga analoga kunder som tittar på TV med hjälp av en inomhusantenn eller en extern antenn måste skaffa en TV-dekoder för att kunna fortsätta att göra det. Som planerat kommer marksänd TV att ge fri tillgång till alla nationella kanaler i landet — LTV1, LTV7, LNT, TV3 och TV5.

### Webb-TV
Webb-TV har funnits sedan 2010, då det offentliggjordes i testläge. För närvarande är Internet-TV endast tillgänglig i Lettland.
Webb-TV på mobila enheter har funnits sedan mars 2012. Det är den första TV-tjänsten i Lettland som möjliggör TV-tittande inte bara på en tid och plats som passar för kunden, men på olika enheter — persondator, surfplatta och smartphone.

## Privatisering
Lattelecom är ett före detta statligt ägt telekommunikationsföretag. År 1994 såldes 49% av bolagets aktier till två utländska investerare, Cable and Wireless och Telecom Finland, som nu är en del av Telia Sonera. Cable and Wireless sålde senare sin andel till Telia Sonera, som nu äger 49% av bolaget. De återstående 51% av företaget tillhör fortfarande den lettiska regeringen.

## Monopol
Tills relativt nyligen hade Lattelecom monopolrättigheter på fastnätsröstkommunikation i Lettland, vilket avslutades den 1 januari 2003. Den lettiska fasta telemarknaden är nu öppen för konkurrens, men Lattelecom har fortfarande en överväldigande andel av marknaden och företaget är också en av de ledande internetleverantörerna i Lettland och är en av ägarna till "Latvijas Mobilais Telefons", Lettlands största mobiltelefonioperatör.

## Lattelecoms varumärke
Den 18 maj 2006 genomförde Lattelecom den så kallade omprofileringen som ersatte det befintliga företagets varumärke med ett nytt varumärke. Före 2006 hade företaget redan genomgått en omorganisation, också genom uppköpet av ett nytt bolag (Lattelecom Technology), varvid förändringen av varumärket markerade avslutningen av den nämnda omvandlingsprocessen - det nya varumärket kombinerar alla grupper av företag som var direkt engagerade i att tillhandahålla kundtjänst, outsourcing av affärsprocesser för kunder och IT&T och innehållstjänster till en stor helhet.

### Logotyp
Att ändra varumärket för företaget innebar inte bara att byta namn och struktur i företaget, men också att ge en ny visuell och grafisk identitet för företaget. Den tidigare logotypen skapades efter Lettlands tredje nationella uppvaknande och symboliserade de gröna skogarna och landets röd-vit-röda flagga med en nummerdisplay i den. År 2006 hade Lattelecom upphört att vara bara ett telekommunikationsföretag, och det tidigare varumärket och logotypen personifierade inte längre det aktuella bolaget, inte heller speglade det dess framtida utveckling.

## Vinster och prestanda
Lattelecoms intäkter under 2011 uppgick till 135,8 miljoner LVL, vilket är en minskning med LVL 3,8 miljoner jämfört med föregående år. TV- och internettjänster stod för den största ökningen i intäkter, eftersom antalet abonnenter ökade snabbt. Omsättningen av datatjänster har också ökat, medan intäkterna från röstsamtal fortsätter att minska. Den normaliserade EBITDA vinstindikatorn för Lattelecom under 2011 var 47,5 miljoner LVL. (45,6 miljoner LVL år 2010), EBITDA vinstnorm 35%. Resultatet för Lattelecom under 2011 uppgick till 20,8 miljoner LVL, vilket är en ökning med 8% från 2010 (19,3 miljoner LVL).

## Personalstyrkan
I slutet av 2011 arbetade 2.174 anställda för Lattelecomgruppen.
Under 2011 har Lattelecom i olika undersökningar erkänts som ett av de bästa kundtjänstföretagen i Lettland, men i undersökningen som gjorts av rekryteringsföretaget Workingday Latvija har Lattelecom också angetts som den 3:e mest attraktiva arbetsgivaren.

## Socialt ansvarstagande
Lattelecom implementerar socialt stöd och välgörenhetsprojekt. De viktigaste områdena för stöd omfattar kultur, utbildning och idrott. De viktigaste projekten som för närvarande stöds är Iespējamā misija (Uppdrag möjligt) och Pieslēdzies, Latvija! (Anslut, Lettland!).

### Anslut, Lettland!
Anslut, Lettland! Är ett unikt projekt i Lettland vilket ger personer över 50 möjlighet att förvärva grundläggande PC-färdigheter och därmed minska antalet personer som inte kan arbeta med en dator eller internet. 150 grupper organiserades i hela Lettland 2011, med mer än 1500 personer som lärde sig grunderna i teoretiska och praktiska PC-färdigheter. Under 2012 lockades lärare i datavetenskap till att utbilda äldre kunder, vilket höjde antalet elever till 6000. 
Utbildningen för äldre är organiserad i små grupper - cirka 14 deltagare per grupp. Utbildningen i varje grupp varar under tre dagar, man tillbringar fyra lektionstimmar (som vardera är 45 minuter) dagligen på utbildning.